# A9 (Cyprus)
De autosnelweg A9 is een geplande autosnelweg in Cyprus. De A8 verbindt voorlopig Nicosia met Astromeriti (20 kilometer) en op termijn met het Troödosgebergte. De geplande totale lengte van de A9 is 65 kilometer.
A1 · A2 · A3 · A5 · A6 · A7 · A8 · A9 · A22